# Phyllotis
Phyllotis és un gènere de rosegadors de la família dels cricètids.

## Descripció

### Dimensions
El gènere Phyllotis agrupa rosegadors de petites dimensions, amb una llargada corporal de 70–150 mm, una cua de 45–165 mm i un pes de fins a 100 g.

### Característiques cranials i dentals
El crani és lleugerament arrodonit, els forats palatins són llargs i el paladar és llarg i ample. Les línies de les molars són paral·leles entre si. Les incisives superiors són llises i opistodontes, és a dir, amb la punta girada cap endins.
Es caracteritzen per la següent fórmula dental:
{\displaystyle {\tfrac {3.0.0.1}{3.0.0.1}}}

### Aspecte
El pelatge és llarg i fi, amb el color de les parts dorsals que varia del marró-grisenc al marró-rogenc, mentre que les ventrals són molt més clares. Les orelles són grosses. Els peus són relativament curts, amb el cinquè dit reduït i la planta mancada de pèls i proveïda de sis coixinets. La cua és generalment igual de llarga que el cap i el cos. Les femelles presenten quatre parells de mamelles. Tenen vesícula biliar.

## Distribució
Les espècies d'aquest gènere habiten les regions andines des de l'Equador fins a Xile i l'Argentina.

## Taxonomia
El gènere comprèn les següents espècies.
- P. alisosiensis
- P. amicus
- P. andium
- P. anitae
- P. bonariensis
- P. caprinus
- P. darwini
- P. definitus
- P. gerbillus
- P. haggardi
- P. limatus
- P. magister
- P. occidens
- P. osgoodi
- P. osilae
- P. pearsoni
- P. stenops
- P. wolffsohni
- P. xanthopygus